# Tractocamión

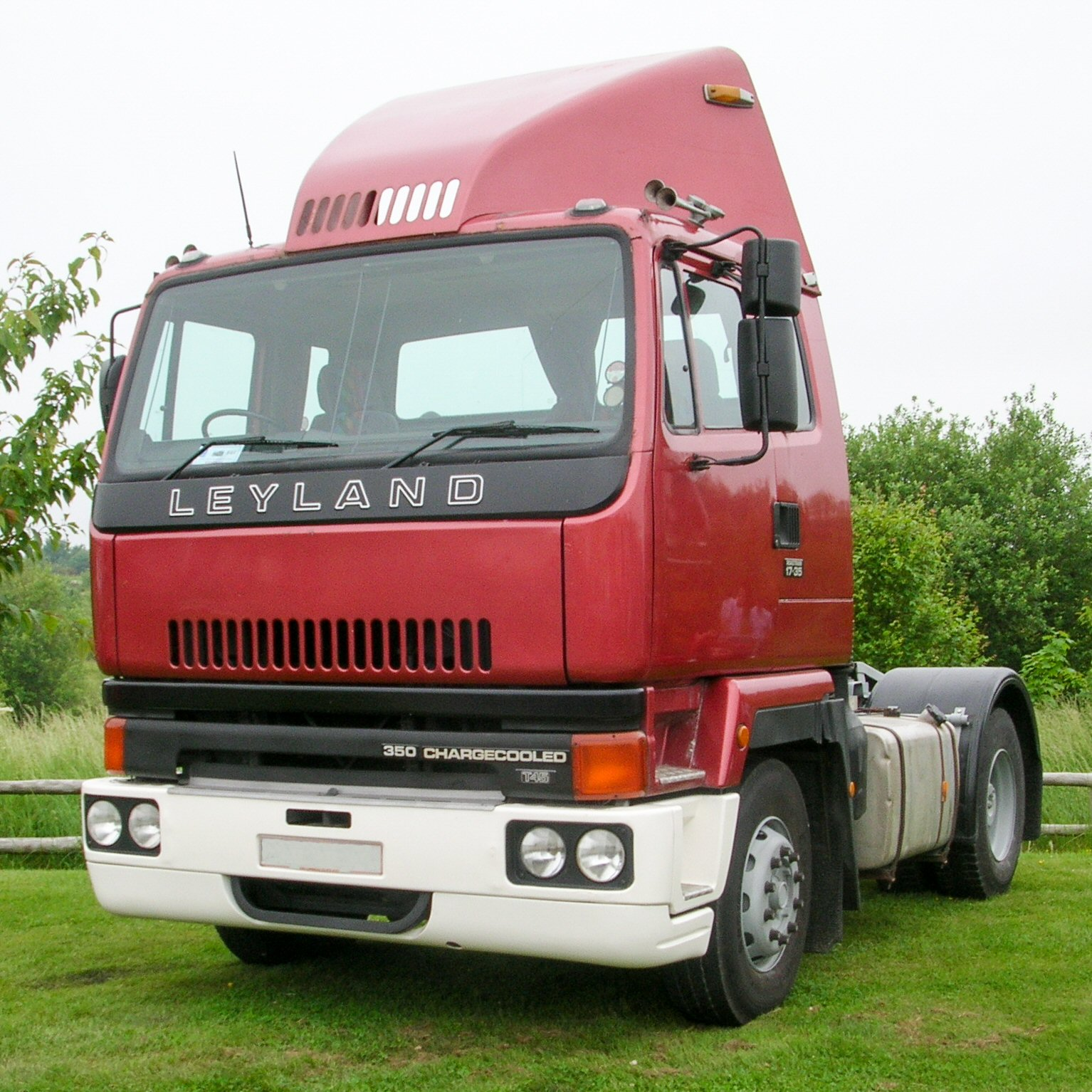
Una unidad tractora Leyland T45

Un tractocamión, tractomula, unidad tractora, tractor terminal, terminal tractora, semitráiler  o semi (EE. UU.), movedor primario (Australia), tractor de carretera o unidad de tracción, gandola, o en algunos países simplemente mula, es un vehículo comercial de tarea pesada que se encuentra dentro de la categoría de grandes vehículos de mercancías, contando generalmente con un motor de gran desplazamiento y varios ejes. 
La unidad tractora sirve para mover tráileres o remolques (más frecuentemente, semirremolques). Se pueden cambiar diferentes tráileres entre unidades tractoras rápidamente, de forma que la unidad tractora no esté parada mientras la carga se descarga o carga el remolque a diferencia de un camión rígido, y no está limitado a un tipo de mercancía ya que se pueden cambiar los tipos de remolque, por ejemplo un autovolquete a un camión caja. La combinación tractor-remolque también significa que la carga puede compartirse entre varios ejes, haciéndola más maniobrable que un camión rígido de tamaño equivalente. La unidad tractora se acopla al tráiler utilizando algún tipo de sistema de bloqueo o cierre mecánico, generalmente una bola (también conocida como acoplamiento de quinta rueda).
Suelen poseer eje trasero sencillo o doble tipo tándem según el tipo y peso de la carga que hayan de llevar. Así mismo, son movilizados por un motor Diesel a fin de abaratar costos de combustible (el gasóleo suele ser más económico que la gasolina). 
Una unidad tractora se designa primariamente para un vehículo de carga y es más común en la categoría de vehículos pesados de mercancías (heavy goods vehicle - HGV), aunque pueden existir unidades tractoras más pequeñas, basadas en furgonetas.
También se le denomina, según cada país:
- Bolivia: "trailer".
- Colombia: "tractomula" o "mula".
- Costa Rica: "cabezal" o "trailer", en caso de ser Cabover se le denomina "trailer ñato".
- Ecuador: "cabezal" o "trailer".
- España: "tráiler".
- Honduras: "rastra".
- Venezuela: "chuto". En conjunto con el semirremolque se le denomina "gandola".
- República Dominicana: "cabezote". En conjunto con el semiremolque se le denomina "patana".
- Perú: "tráiler".
- México: "tráiler".
- Panamá: "mula" o "tráiler".